# Koperta (opakowanie)

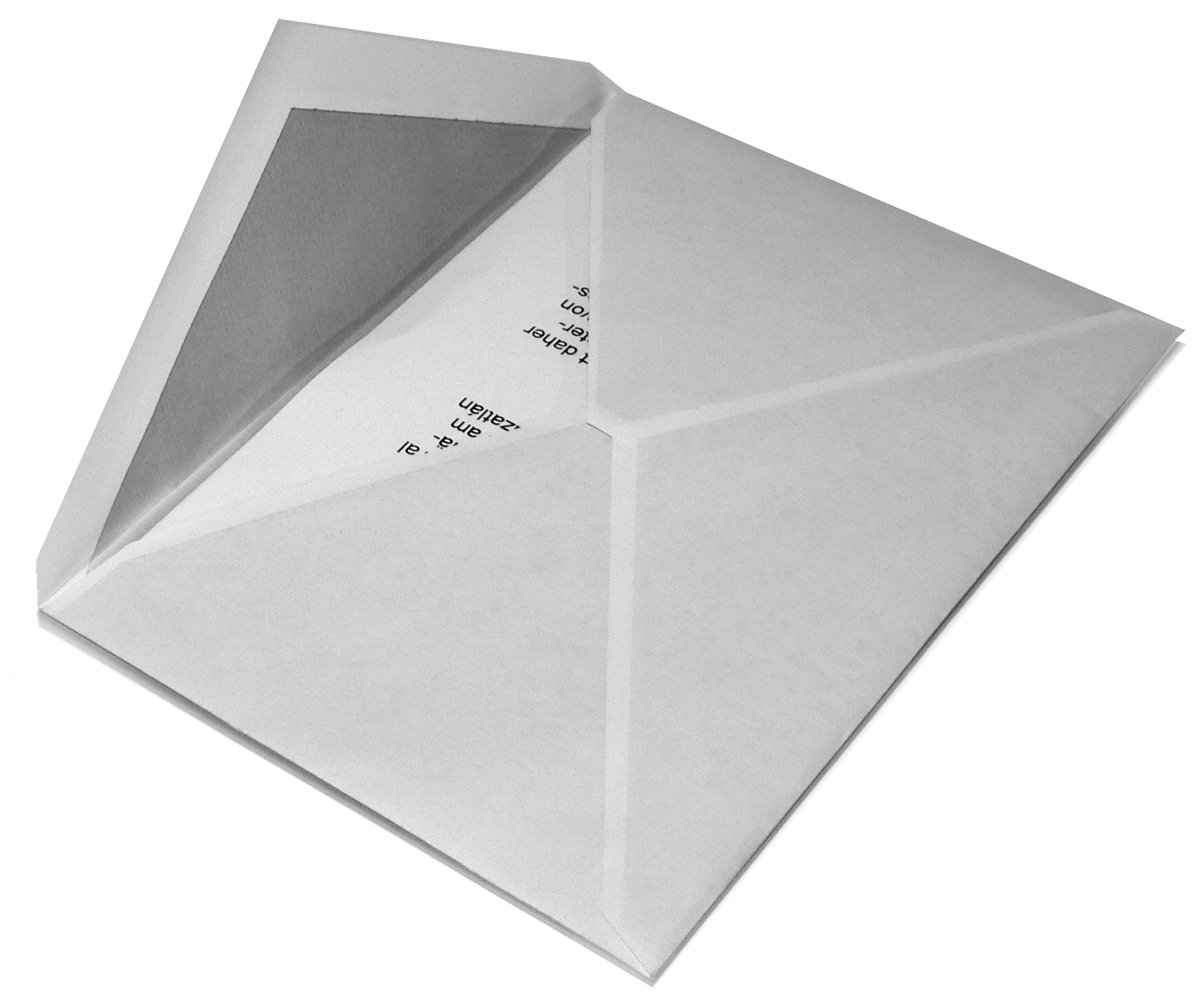
Koperta współczesna

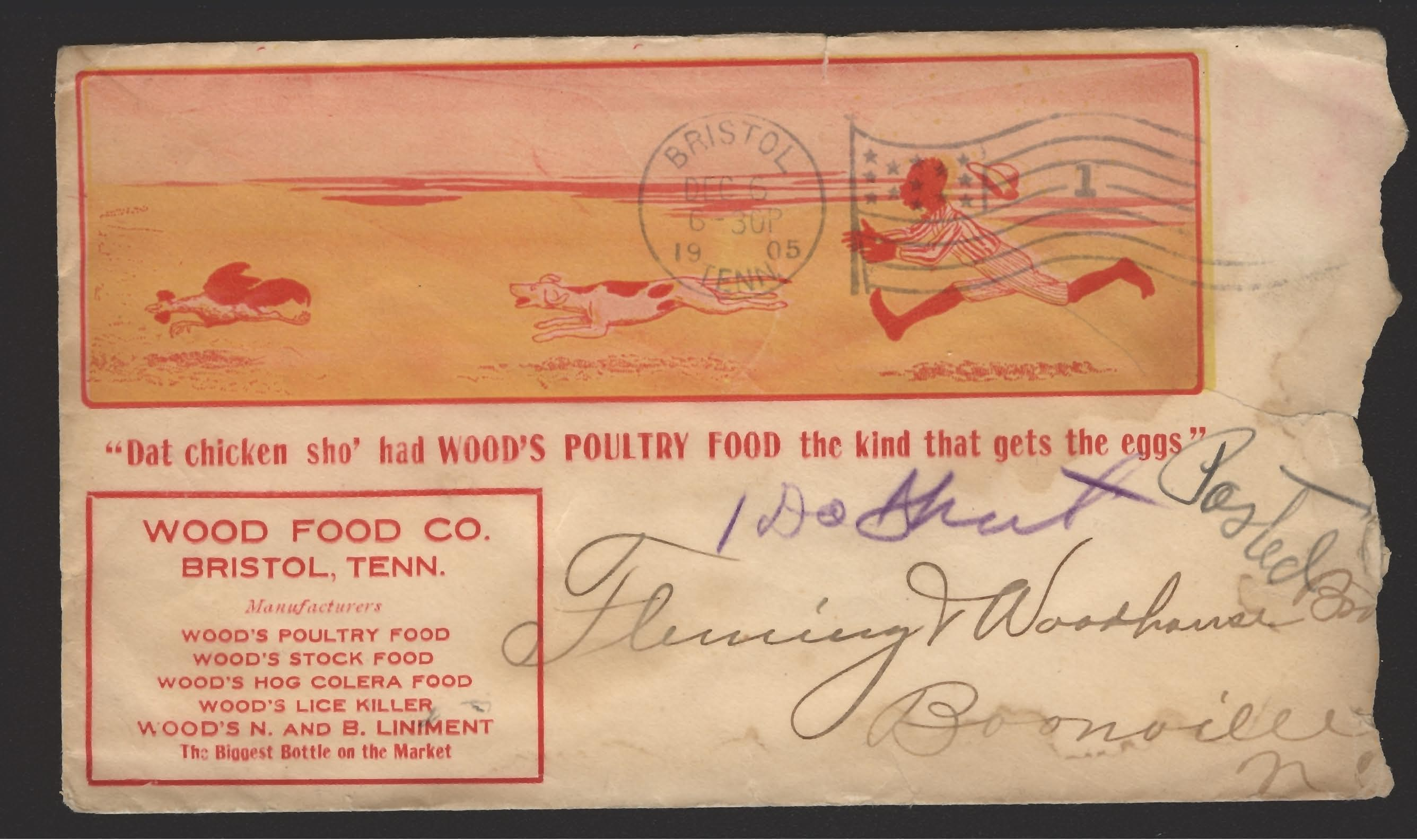
Koperta z 1905 r.

Koperta – płaskie, zazwyczaj papierowe opakowanie, przeznaczone do przesyłania listów, kartek pocztowych lub innych przesyłek pocztowych. Na przodzie koperty, w prawym górnym rogu przyklejane są znaczki pocztowe.
Koperty występują w różnych formatach, od C6 do C4 oraz w większych rozmiarach. W przypadku tradycyjnych małych kopert mogą występować zdobienia; niektóre okolicznościowe wydania kopert są kolekcjonowane.
Do delikatnych przesyłek używa się kopert, które wyłożone są folią bąbelkową.
Do pakowania tabliczek z pismem klinowym stosowano gliniane odpowiedniki dzisiejszych kopert.

## Rodzaje kopert[3]
- foliopak
- koperta bąbelkowa
- koperta kurierska typu kangurka